# Caberea boryi
Bryozoaire à fouet, Crisie de Bory, Cabérée de Bory
Espèce
Synonymes
- Crisia boryi Audouin, 1826[2]

Caberea boryi (ou Bryozoaire à fouet) est une espèce de Bryozoaires de la famille des Candidae. Ce petit bryozoaire se développe en colonies d'environ 10 mm de diamètre, d'une coloration fauve à rouge-orangé. L'espèce se rencontre sur les côtes de l'Atlantique Est, en Manche, en mer du Nord, en Méditerranée ainsi que dans le bassin Indo-Pacifique.

## Taxinomie et étymologie
L'espèce est décrite en 1826 par le naturaliste français Victor Audouin à partir d'un holotype collecté en mer Rouge. Le nom scientifique de l'espèce est issu du genre Caberea renvoyant à la fille de Protée et de la nymphe Torone ; l'épithète spécifique est un hommage au naturaliste et géographe français Jean-Baptiste Bory de Saint-Vincent. Les noms normalisés Crisie de Bory et Cabérée de Bory résultent d'une francisation du nom scientifique ; Bryozoaire à fouet est une proposition du site web Données d'observations pour la reconnaissance et l'identification de la faune et de la flore subaquatiques qui insiste sur l'importance visuelle des filaments mobiles (ou vibraculaires) présents au bout des branches.

## Répartition et habitat
C. boryi vit dans les eaux de l'Atlantique Est, jusqu'en Afrique du Sud, en Manche (des observations ont été effectuées au sud des îles Britanniques et en Bretagne) et en mer du Nord ; l'espèce est abondante en Méditerranée et présente dans le bassin Indo-Pacifique, sur les côtes de Chine, du Japon, des îles Salomon, de la Nouvelle-Zélande et de l'Australie.
L'espèce se rencontre depuis la surface jusqu'à environ 100 m de profondeur ; en Méditerranée, elle est plus abondante entre 20 et 60 m. Le bryozoaire apprécie les fonds riches en coraux, les roches détritiques ainsi que les algues ombragées, telle Posidonia oceanica. En Bretagne il partage son biotope avec les espèces des genres Bugula, Crisia et Scrupocellaria. Les variations morphologiques sont minimes entre les spécimens des différentes régions.

## Description
C. boryi se développe en colonies prenant la forme de petits éventails et atteignant environ 10 mm ; les branches des « éventails » se divisent en deux à plusieurs reprises. La coloration des colonies oscille entre le fauve et le rouge-orangé. Les zoïdes sont courts (habituellement 0,37 mm par 0,23 mm) et disposés en double ou triple série. Les vibraculaires situés sur le bord des branches sont généralement orientés vers la partie frontale du rameau ; ils ont une forme de fouet et serviraient au nettoyage et à la protection de la colonie,.
L'espèce présente des risques de confusion avec d'autres bryozoaires : Caberea ellisii n'est pas observée en Méditerranée, ses colonies sont d'une taille plus importante ; C. dichotoma ne se rencontre que dans l'Indo-Pacifique ; les rameux de Scrupocellaria reptans ont une allure épineuse, les colonies mesurent 3 cm ; S. scruposa est proche de l'espèce précédente ; enfin, S. scrupea se développe en colonies d'environ 2 cm de diamètre.

## Écologie
L'alimentation est assurée à l'aide des lophophores qui capturent les organismes en suspension, notamment les diatomées qui sont un composant majeur de l'alimentation de l'espèce.
La reproduction est sexuée, la colonie est hermaphrodite.
C. boryi est consommée par certains nudibranches, notamment Limacia clavigera